# Граттій Фаліск
Граттій Фаліск (лат. Grattius Faliscus, кінець I століття до н. е. — початок I століття н. е.) — давньоримський поет часів правління імператора Октавіана Августа.

## Життя та творчість
Про життя відомо замало. Ймовірно був з м. Фалернії. Його складова імені «Фаліск» вказує або обіймання ним (чи предками) жрецької посади фаліска. З праць Граттія відомо лише про віршовану роботу Кинегетіку («Про полювання із собаками»). Дотепер збереглося лише 541 вірш-гекзаметр. Подається опис різних способів полювання, найкращих порід коней і собак, містить відступи міфологічного і етично-релігійного змісту.